# Diecezja Ascoli Piceno
Diecezja Ascoli Piceno (łac. Dioecesis Asculanus in Piceno) – diecezja Kościoła rzymskokatolickiego w środkowych Włoszech, w metropolii Fermo, w regionie kościelnym Marche.
Została erygowana w IV wieku, od 1965 w obecnych granicach.

## Główne świątynie
- Katedra: Bazylika katedralna Maryi Bożej Rodzicielki i św. Emidiusza w Ascoli Piceno

## Biskupi diecezjalni
- biskup diecezjalny: Gianpiero Palmieri
- biskup senior: Giovanni D’Ercole FDP